# Nerjungri

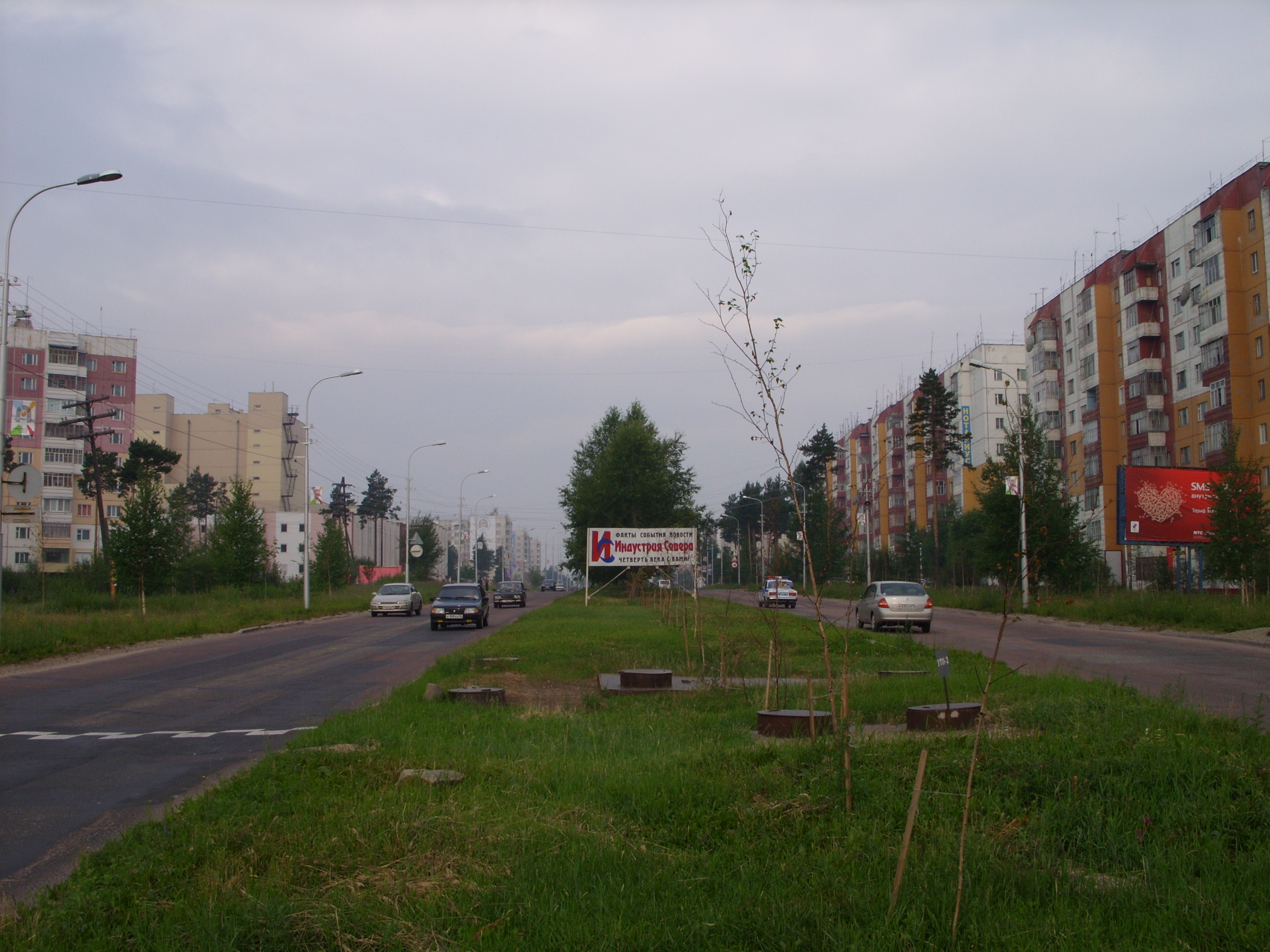
Straße im Zentrum von Nerjungri

Nerjungri (russisch Не́рюнгри, jakutisch Нүөрүҥгүрү/Nüörünggürü) ist eine Stadt in der russischen Teilrepublik Jakutien. Sie hat 61.747 (Stand 14. Oktober 2010) Einwohner und ist damit nach Jakutsk die zweitgrößte Stadt Jakutiens.

## Lage
Die Stadt liegt in Ostsibirien an den nördlichen Ausläufern des Stanowoigebirges am Fluss Tschulman, einem Nebenfluss des Timpton im Einzugsgebiet der Lena. Von der Republikshauptstadt Jakutsk ist Nerjungri rund 740 Kilometer südwestlich entfernt. Nerjungri verfügt über einen Eisenbahnanschluss an die Amur-Jakutische Magistrale, die Nerjungri mit der Transsibirischen Eisenbahn verbindet.

## Geschichte
Nerjungri ist eine der jüngsten Städte Russlands: Sie wurde 1975 im Zuge der Erschließung einer nahe gelegenen Steinkohlelagerstätte gegründet. Namensgebend für die Stadt ist der kleine Fluss Nerjungri, dessen Name wiederum aus der ewenkischen Sprache stammt und „äschenreich“ bedeutet. Der Steinkohlenbergbau und die Verarbeitung der Steinkohle dominieren bis heute das wirtschaftliche Leben der Stadt.
Seit der Gründung der Stadt besteht diese aus zwei Stadtteilen, der „Altstadt“, in der vorwiegend Industriebetriebe liegen, und der „Neustadt“ mit den Wohngebieten.

### Bevölkerungsentwicklung
| Jahr | Einwohner |
| ---- | --------- |
| 1979 | 22.647    |
| 1989 | 72.540    |
| 2002 | 66.269    |
| 2010 | 61.747    |

Anmerkung: Volkszählungsdaten

## Söhne und Töchter der Stadt
- Edgar Prib (* 1989), deutscher Fußballspieler
- Jewgenija Kolodko (* 1990), Kugelstoßerin
- Natalija Strohowa (* 1992), ukrainische Sprinterin